# Vršac (monte)
Il Vršac con 2.190 m s.l.m. è una montagna della Catena del Tricorno della Slovenia compresa nel parco nazionale del Tricorno.